# غاري وليامز (لاعب كرة قدم مواليد 1963)
غاري وليامز (بالإنجليزية: Gary Williams)‏ هو لاعب كرة قدم بريطاني في مركزي الدفاع والوسط، ولد في 8 يونيو 1963 في برستل في المملكة المتحدة. لعب مع أولدهام أثلتيك وسوانزي سيتي ونادي باث سيتي ونادي بريستول سيتي.